# Нюттер (Нідерланди)
Нюттер (нід. Nutter) — селище в нідерландській провінції Оверейсел. Входить до муніципалітету Дінкелланд.
Його площа становить 5,35 км², а населення станом на 2021 рік складало 190 осіб.
Перша згадка про населений пункт датується 1297 роком.

## Галерея

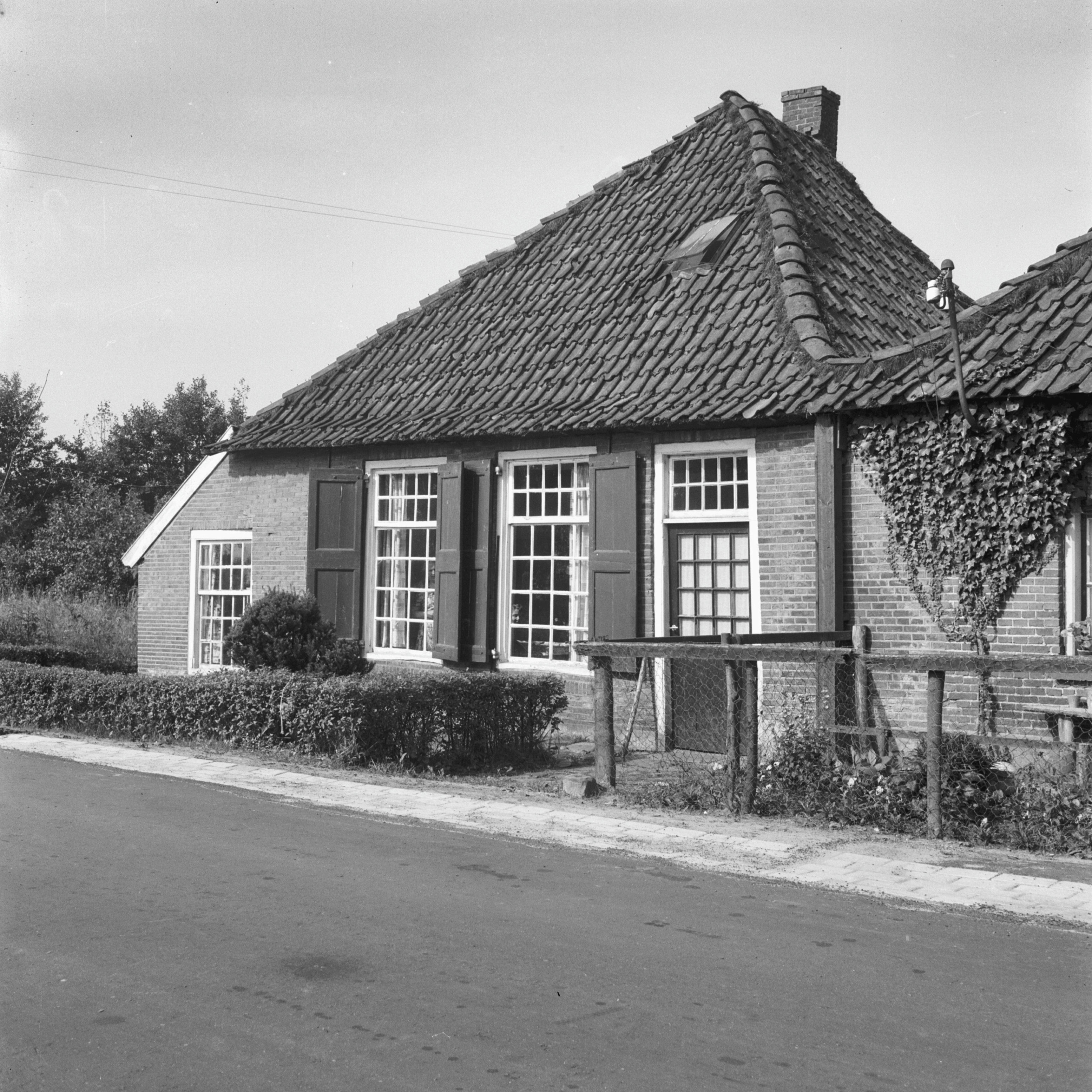
Котедж
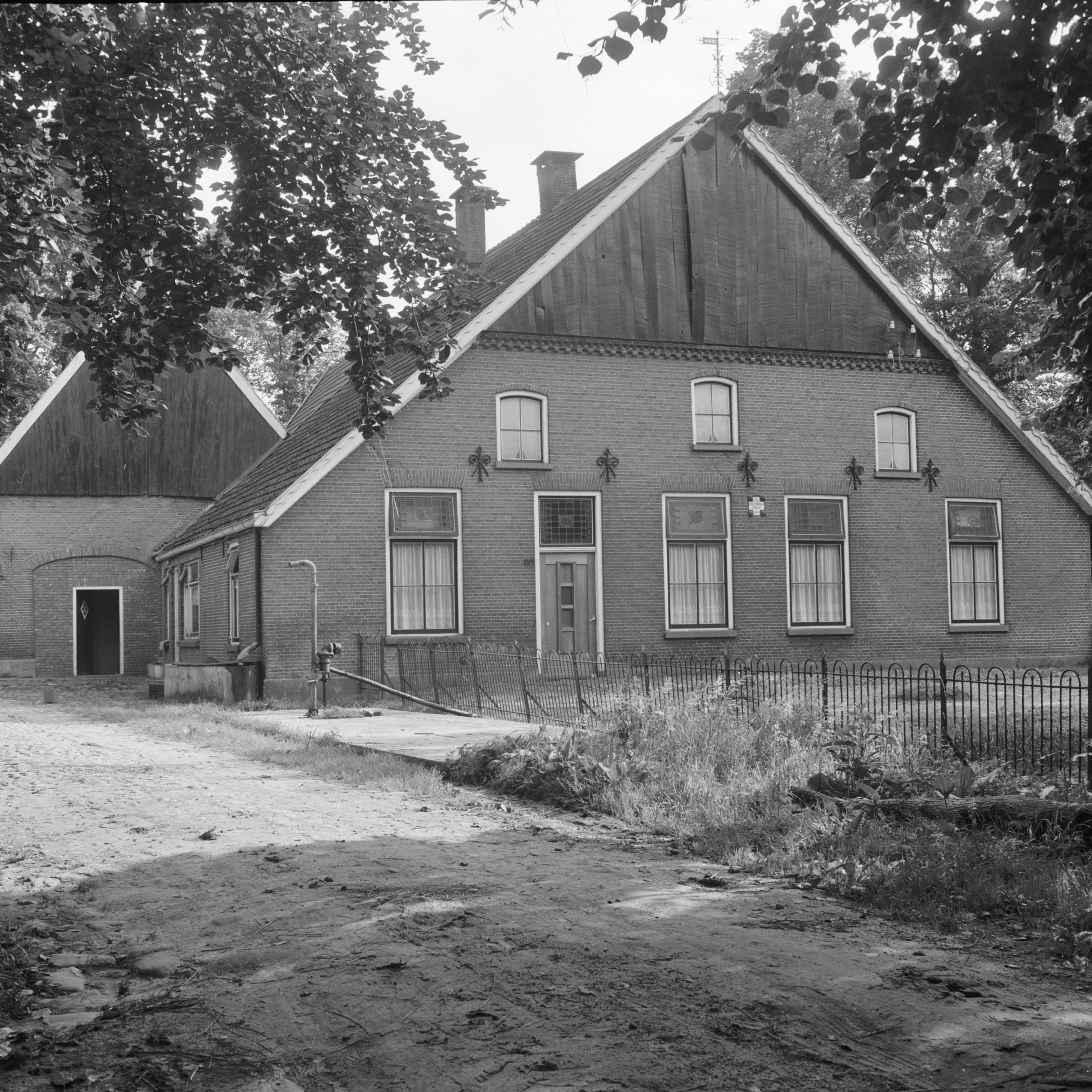
Котедж
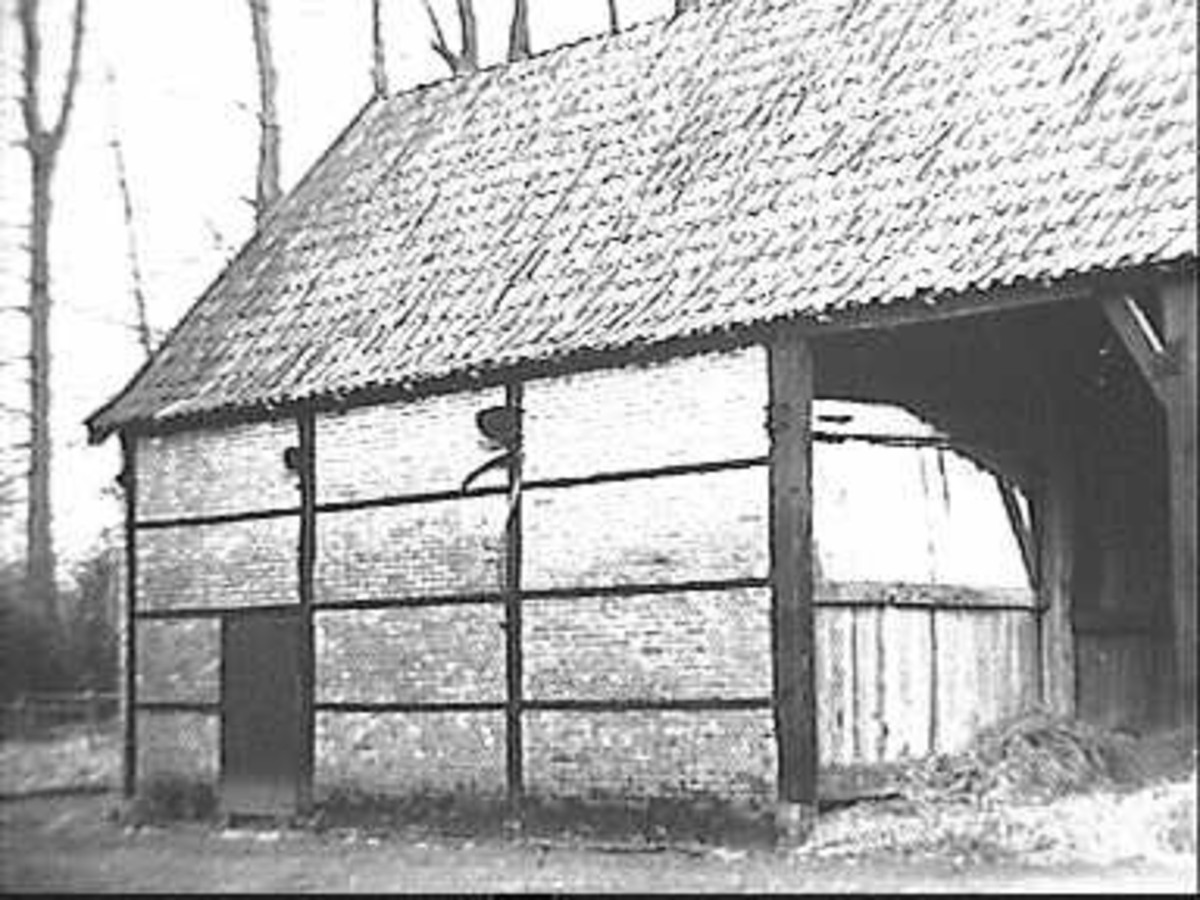
Стодола